# 镇明路
镇明路，是浙江省宁波市的一条道路，旧时分称称平桥头、紫薇街、湖桥头、镇明岭、桂芳桥、仓桥头、兵马司桥，因镇明岭而得名，镇明岭系北宋天禧年间郡守李夷庚所筑，又称镇明山，起点位于长春路、灵桥路交叉口，南接立交路，终点位于中山西路，北接公园路，全长1.576公里，于民国二十四年（1935年）建成，中山西路至平桥头段原称公园路，1981年并入镇明路，平桥至湖桥头段，明时称紫薇街，因成化八年（1472年）布政使余洵所立紫薇坊而得名，广济街西口，曾有董给事宅，为明末抗清志士董志宁故居，南段称大庙前，因旧有灵应庙，祀晋代鲍盖，俗称大庙，大庙南称仓桥头，为商业集市区，道路西侧过去有平桥河、大庙前河、南水关里河，系月湖十洲东首界河，解放后先后填塞，改筑道路，南端尽头过去近长春门，有锦照桥，又称兵马司桥，跨南水关里河，建于天禧元年（1017年），1958年填河，桥废:45:228。

## 相关遗存
镇明路沿线相关遗存有：

### 镇明岭庙
建于清嘉庆二十五年（1820年），祀鄞、慈、镇、奉、象、定六邑城隍之神。

### 宝奎巷
得名于史浩的宝奎精舍。南宋时太师越王史浩在月湖东菊花洲原高丽使馆旧址上建“寿乐府”，为藏高宗、孝宗所赐御书，在府后建“宝奎精舍”。在宋代宝奎巷里曾设高丽使馆，专门接待高丽贡使，现尚存遗址，并开辟了高丽使馆旧址陈列室，为月湖东区改造后仅存的老街巷。

### 大方岳第
位于镇明路广济街口，为明代贵州布政使张渊之故居，建于嘉靖年间，原第宅之附近并建有坊，即称 “大方岳第”，又称 “张方岳第”。

### 水则碑
位于镇明路西侧平桥街口宋宝祐年间建，明清两代续修，现大部分石亭建筑为清道光时所建，保留了南宋的亭基和明代的重修“平”字碑。

## 主要相交道路
- 南接立交路
- 西：长春路、东：灵桥路
- 仓桥街
- 三支街
- 柳汀街
- 迎凤街
- 中山西路
- 北接公园路